# Ureaplasma urealyticum
Ureaplasma urealyticum je bakterija iz rodu ureaplazem. Za rast na gojišču potrebuje sečnino (ureo). Tako kot mikoplazme nima celične stene, zato je odporna na mnoge antibiotike, kot so penicilini in drugi betalaktamski antibiotiki.
Pri človeku se lahko prenaša preko neposrednega stika s spolnim odnosom, z matere na plod ter s presajenimi (transplantiranimi) organi. Povezana je s prezgodnjim porodom ter z nizko porodno težo, horioamnionitisom, bronhoalveolarno displazijo, pljučnico in kroničnimi okužbami osrednjega živčevja pri dojenčkih, pri moških pa povzroča uretritis (vnetje sečnice). Pogosto je navzoča tudi v ženskih spolovilih, vendar trenutno ni znana povezava z boleznimi.
Zdravilo prve izbire pri zdravljenju okužb z ureaplazmami so tetraciklini in eritromicin. Upoštevati je potrebno tudi to, da pogosto povzroča oportunistične okužbe (kar velja tudi za mikoplazme), zato je lahko prisotna skupaj z drugimi patogenimi bakterijami.